# Sham 69
Sham 69 is een Britse punkband, opgericht in 1975 in Hersham in het graafschap Surrey. Hun bekendste nummers zijn ‘If the Kids are United’ en ‘Borstal Breakout’.

## Geschiedenis
Zanger Jimmy Pursey bedacht de naam van de groep naar verluidt toen hij op een openbaar toilet graffiti las over de overwinning van plaatselijke voetbalclub ‘Walton & Hersham’ in ‘1969’, vandaar Sham 69. Hij stichtte de band tezamen met Dave Parsons (gitaar), Albie Slider (basgitaar) en Mark Cain (slagwerk), waarna ze op diverse locaties optraden, waaronder de destijds legendarische Roxy Club in Londen. In Acklam Hall traden ze als voorprogramma van Chelsea, The Lurkers en The Cortinas op, alwaar John Cale hen ontdekte en aan contacten hielp. Hun debuutsingle ‘I don’t wanna’ verscheen nog op het kleine label Step Forward, maar in het voorjaar van 1978 tekenden ze reeds een contract bij Polygram, alwaar hun eerste album ‘Tell us the Truth’, dat voor de helft uit liveopnamen bestaat, verscheen. Albie Slider werd manager van de groep, en David Tregunna werd tot 1980 de nieuwe basgitarist. Het Amerikaanse label Shire bracht hun debuutplaats eveneens in de Verenigde Staten uit.
Hun tweede album, ‘That’s Life’, geheel live opgenomen, verscheen eveneens in 1978 en was ook een groot succes, evenals menige single van Sham 69. Desalniettemin kregen de liveoptredens van de band een beruchte reputatie, omdat ze geregeld op gewelddadige knokpartijen uitdraaiden; sommige optredens verwerden tot samenscholingen van diverse extreemrechtse en racistische groeperingen, ofschoon zanger Pursey zich publiekelijk tegen het British National Front uitsprak.
Ook het derde album werd een groot commercieel succes, maar de band maakte zich zorgen omtrent het toenemende geweld op hun concerten. Daarop begon Pursey andere bands te produceren en nieuwe muzikale stijlen te verkennen. Drummer Cain werd door Ricky Goldstein opgevolgd. Het vierde album van Sham 69 werd evenwel een flop: in 1980 ging de groep uit elkander, waarop Goldstein, Tregunna en Parsons tezamen met Stiv Bators de groep The Wanderers stichtten, die een kort leven beschoren was. Jimmy Pursey poogde een solocarrière op te bouwen.
Pursey en Parsons zetten in 1987 een reünie op poten, ondernamen weer tournees en brachten nieuwe platen uit, terwijl Pursey middelerwijl als soloartiest verderging. In 2006 verliet hij de groep opnieuw; de nieuwe zanger werd in 2007 Tim V. Parsons is het laatste overgebleven lid van de oorspronkelijke bezetting; de nieuwe bassist werd Rob Jefferson, met Ian Whitewood op het slagwerk.

## Stijl
Sham 69 maakt punkrock met anarchistische inslag, die ook tegen het genre Oi! aanleunt. Oorspronkelijk was dit de punk van de blanke arbeidersklasse; ‘If the Kids are United’ is een oproep aan rivaliserende jeugdbenden om zich te verenigen, opdat de als tyranniek ondervonden macht van de staat gebroken kan worden. ‘Borstal Breakout’ gaat over het uitbreken uit een borstal, een instelling voor jeugddelinquenten. Niettegenstaande de aanzienlijke aantrekkingskracht die dit op de extreemrechtse scène uitoefende, waren het veeleer deze groepen die Sham 69 als bevestigers van hun ideeën zagen, dan omgekeerd. Sham 69 werd door meerdere andere groepen gecoverd, waaronder Atari Teenage Riot, Die Toten Hosen, Dropkick Murphys, Rancid, Street Dogs en zelfs de schlagerzanger Benny Schnier.

## Discografie
- 1978: Tell Us the Truth
- 1978: That’s Life
- 1979: The Adventures of Hersham Boys
- 1980: The Game
- 1988: Volunteer
- 1991: Information Libre
- 1993: Kings & Queens
- 1993: BBC1 – Live in Concert
- 1995: Soapy Water & Mr. Marmalade
- 1997: A Files CD
- 2001: Direct Action: Day 21
- 2007: Western Culture
- 2010: Who Killed Joe Public